# Pepagomè
Demetri Pepagomè (en llatí Demetrius Pepagomenus, en grec Δημήτριος Πεπαγομένος) fou un metge grec que va viure a l'entorn del segle xiii i va dedicar una de les seves obres a l'emperador Miquel VIII Paleòleg (1259/1261-1282).
Va escriure: Περὶ Ποδάγρας, De Podagra, que alguns atribueixen a Miquel Psel·los. Consta de quaranta-cinc capítols breus, a més del prefaci i la conclusió, i encara que recopila obres escrites per metges antics, és curiós i interessant.
Fabricius li atribueix el petit tractat  Περὶ τη̂ς τω̂ν ἐν Νεφροι̂ς Παθω̂ν Διαγνώσεως καὶ Θεραπείας, De Renum Affectuum Dignotione et Curatione, que erròniament fou atribuït a Galè, però que és dubtós correspongui a Pepagomè. Altres obres probablement seves són: Ιερακοσόφιον, ἢ περὶ τη̂ς τω̂ν ̔Ιεράκων ̓Ανατροφη̂ς τε καὶ ̓Επιμελείας, Hieracosophium, sive de Accipitrum Educatione et Curatione, i Κυνοσόφιον, ἢ περὶ Κυνω̂ν ̓Επιμελείας, Cynosophium, sive de Canum Curatione.